# Helmut Buchinger
Helmut Buchinger (* 30. Oktober 1954) ist ein ehemaliger österreichischer Fußballspieler.

## Karriere
Buchinger gehörte zwischen 1973 und 1976 zum Erstligakader des SV Austria Salzburg. Sein Debüt in der Nationalliga gab er im November 1973, als er am 17. Spieltag der Saison 1973/74 gegen den DSV Alpine in der 66. Minute für Hans-Dieter Weiss eingewechselt wurde. Dies blieb sein einziger Einsatz in jener Saison. In der Saison 1974/75 kam er zu keinen Einsätzen.
In der Saison 1975/76 absolvierte Buchinger zwei Ligaspiele für Austria Salzburg. Im Juni 1976 spielte er gegen die SSW Innsbruck ein erstes und einziges Mal von Beginn an in der höchsten österreichischen Spielklasse.